# Urinario

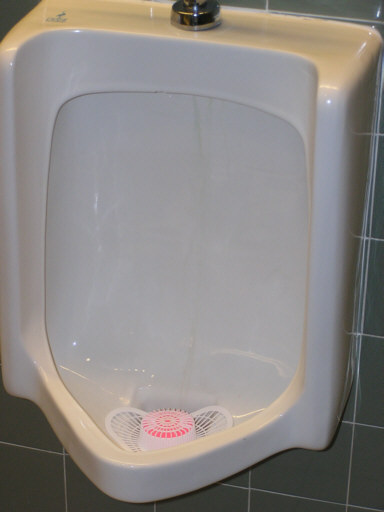
Urinario con desinfectante.

Un urinario o mingitorio es un objeto utilizado para orinar, generalmente ubicado en baños públicos masculinos. Suelen ser de porcelana y los hay con diferentes formas: redondos, ovalados, rectangulares, suspendidos del muro o apoyados en el piso. En todos los casos se ubican de manera que el borde inferior del receptáculo de la orina esté ubicado a una distancia de 70 cm del suelo y de 40 cm para personas con discapacidad o niños. Estas alturas se deben a que el urinario está diseñado para usarlo en posición de pie.
Se diferencia del inodoro en que está diseñado solamente para miccionar, es decir, para verter únicamente desechos líquidos y no sólidos.

## Mas información de urinario

### Urinario con descarga de agua
Al igual que los inodoros, la mayoría posee una descarga de agua, que puede ser automática (por medio de sensores o electroválvulas) o manual (con un pulsador). Los urinarios modernos tienen descargas de tres a cuatro litros por descarga, lo cual resulta menor que la de un inodoro. Suelen contener desinfectantes con desodorizante para evitar olores desagradables y mantener la limpieza del lugar.

### Urinario seco
Un mingitorio seco o mingitorio ecológico, es un artefacto utilizado para desechar la orina. Su función es similar a un mingitorio tradicional, con la diferencia de que no se utiliza agua para desechar los restos de orina.  
La orina fluye de las paredes del mingitorio por gravedad hacia una trampa especial que se encuentra instalada en la parte baja del centro del mismo.
los primeros mingitorios o urinarios ecológicos funcionan con una trampa que contiene un líquido especial biodegradable que flota sobre la orina, formando un sello hidráulico que evita malos olores, pero su reemplazo puede ser muy costoso.
Existen otros modelo  con esferas flotantes que crean un sello, estos son de menor costo que los de líquido, pero las piezas plásticas deben ser remplazadas con mayor frecuencia y su pigmentación puede presentar una imagen desagradable. 
Los mingitorios secos actuales, logran tener una sustentabilidad mayor por sus grandes ahorro y durabilidad, cuentan con una válvula check de látex con tratamiento especial, resistente a cloros y ácidos, ensamblados en cerámicas de mayor resistencia y menor porosidad. Estos mingitorios generan grandes ahorros de agua, incluso de energía eléctrica por el rebombeo no utilizado. 

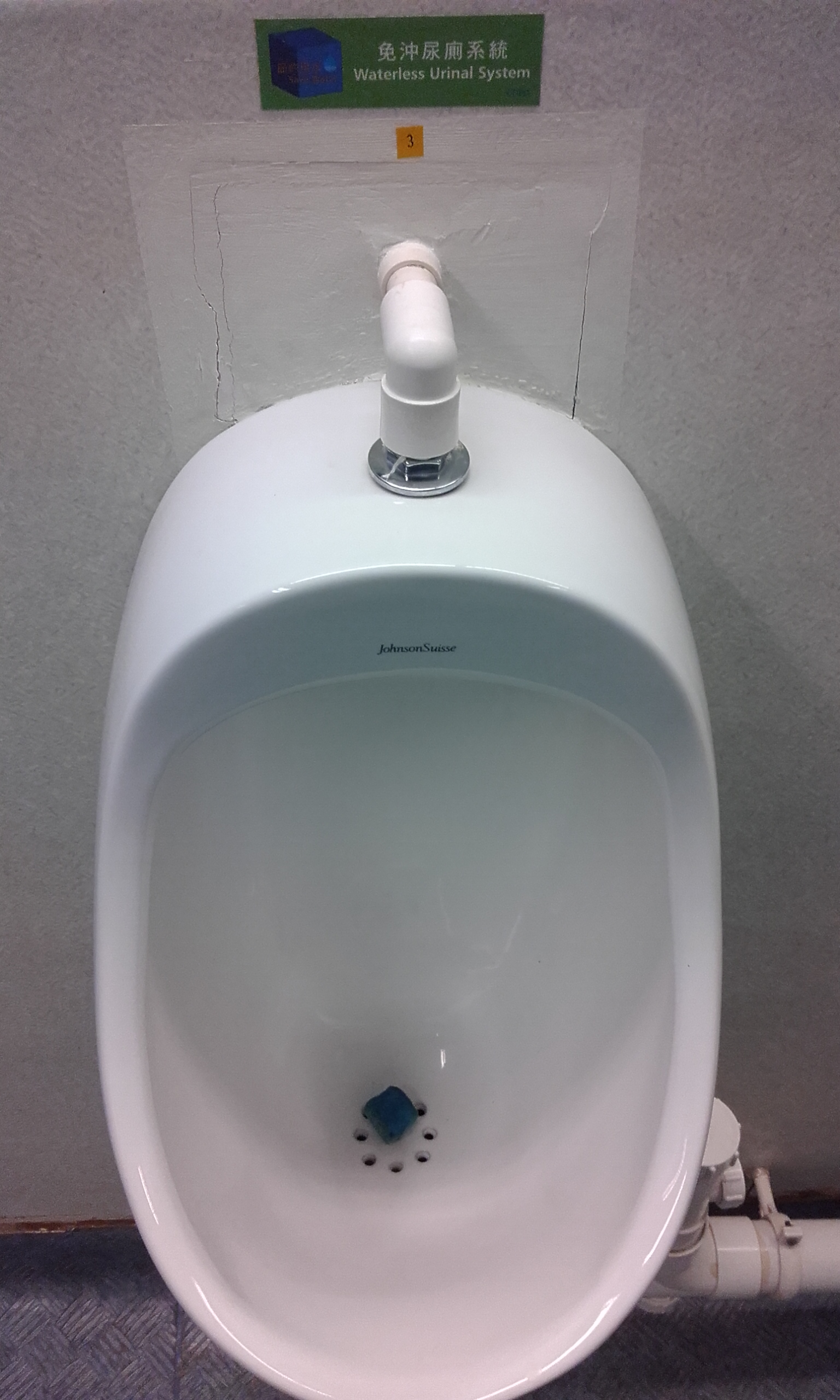
Urinario sin agua en la Universidad de la ciudad de Hong Kong

#### Mantenimiento
Como con cualquier otra pieza sanitaria, requiere una limpieza superficial diaria.
1. el mantenimiento es menor y deberá lavarse como cualquier otro mingitorio.
2. importante verificar instrucciones de cada marca.

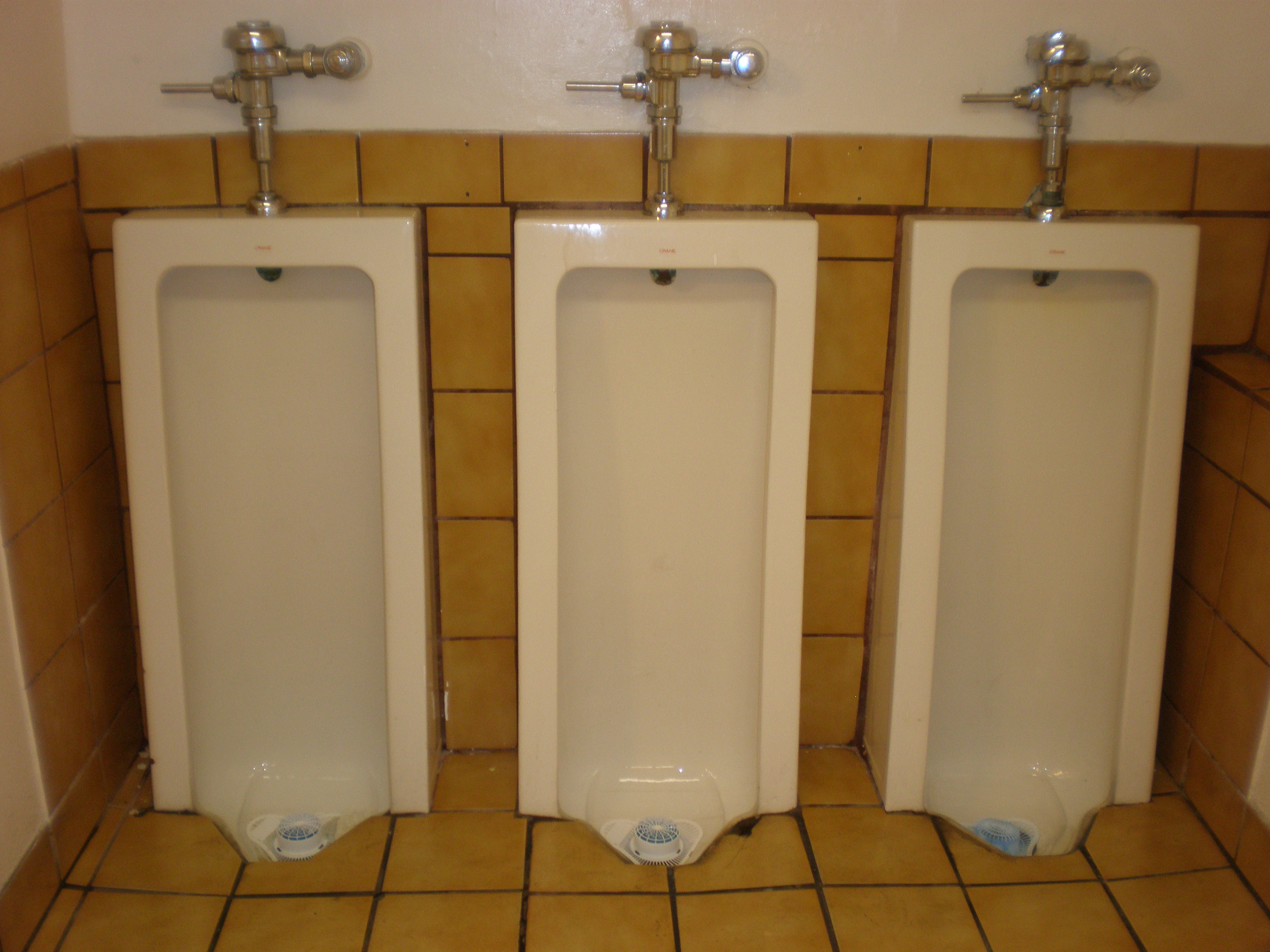
Tres urinarios de pedestal.
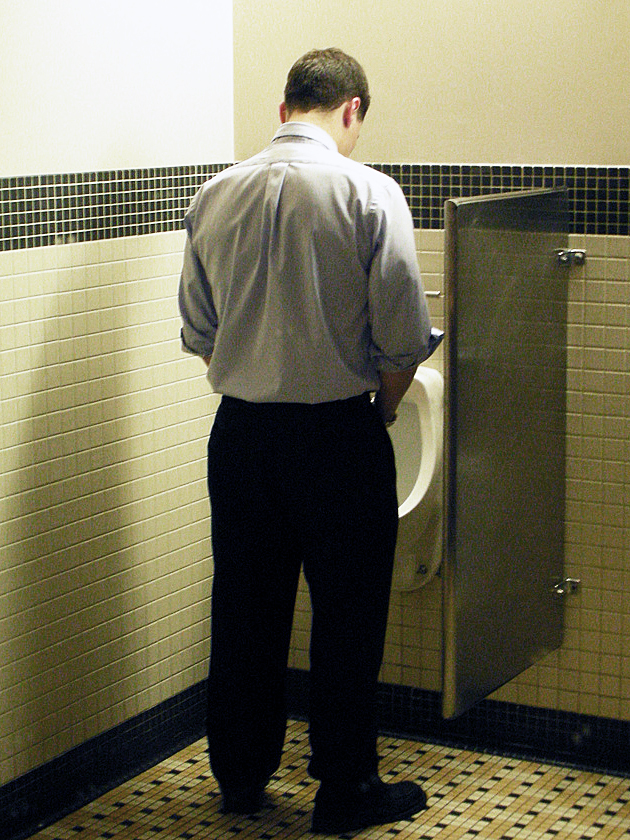
Hombre orinando en un urinario de pared.